# Canal Brasil

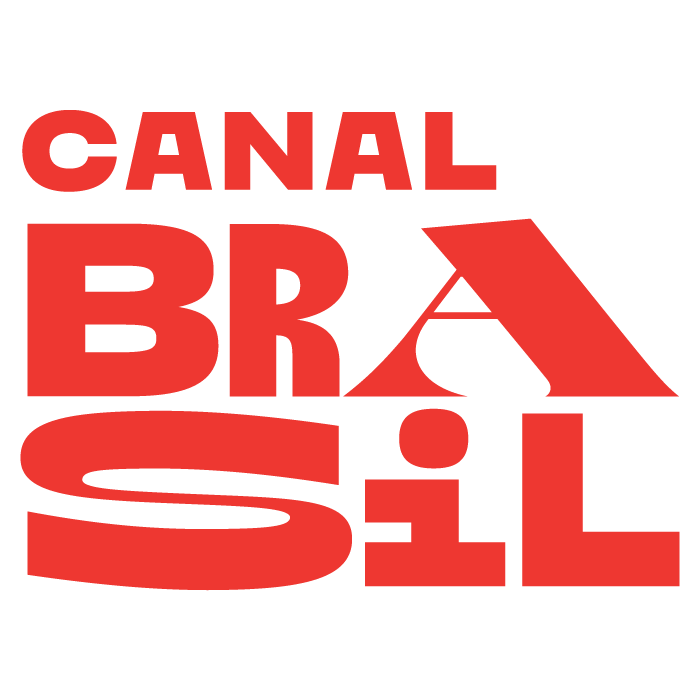
Logo

Canal Brasil è  una piattaforma televisiva a pagamento brasiliana con sede a Rio de Janeiro, che ha debuttato il 18 settembre 1998 mandando in onda la pellicola Sonho Sem Fim di Lauro Escorel Filho.
L'emittente fa parte del gruppo Globosat in collaborazione con la società GCB formata da Luiz Carlos Barreto, Zelito Viana, Marco Altberg, Roberto Farias, Anibal Massaini Neto, Patrick Siaretta, André Saddy e Paulo Mendonça.
La piattaforma, che ha lanciato la sua versione ad alta definizione il 27 ottobre 2008, ha avuto tra i suoi conduttori anche Paulo Tiefenthaler (Larica Total), Lázaro Ramos (Espelho), Michel Melamed (Bipolar Show), Charles Gavin (O Som do Vinil), Roberta Sá (Faixa Musical), Matheus Agra e Caio Muniz (ViAgra Show), João Gordo (Eletrogordo), Nasi (Nasi Noite Adentro), Nicole Puzzi (Pornolândia), André Abujamra (Abuzando), Zé Nogueira (Estúdio 66), Tárik de Souza (MPBambas), José Mojica Marins (O Estranho Mundo de Zé do Caixão), Rogério Skylab (Matador de Passarinho), Paulinho Moska (Zoombido).

## Incentivo al cinema nazionale
Canal Brasil promuove ogni anno il Prêmio Aquisição Canal Brasil, che offre compenso in denaro per i registi dei cortometraggi vincitori nei festival cinematografici più rappresentativi del Paese. Una giuria composta dai proprietari dell'emittente sceglie il vincitore attraverso il voto segreto.
La piattaforma inoltre partecipa a progetti cinematografici in collaborazione con produttori indipendenti.